# Aśvaghoṣa
Aśwaghosza, skr. Aśvaghoṣa, devanāgarī: अश्वघोष (dosł. Mający głos (ghoṣa), jak koń (aśva), chiń. 馬鳴菩薩 pinyin: Mǎmíng púsà, dosł. Bodhisattwa Koniogłosy; tyb. སློབ་དཔོན་དཔའ་བོ sLob-dpon dpa'-bo) (ur. 80?, zm. 150 n.e.?) – indyjski filozof-poeta.
Urodził się w Indiach wschodnich, w mieście Saketa, w rodzinie bramińskiej. Saketa w czasach Buddy była uważana za jedno z sześciu najwspanialszych miast Indii i znajdowała się w kraju Kośala, za czasów Aśwagoszy w królestwie Ajodhja. Aśwaghosza był z początku studentem niebuddyjskich nauk, ale po przegranej debacie z Parśwą (Pārśva) nawrócił się na buddyzm. Gdy Ajodhja przegrała wojnę z królestwem Kuszanów (chiń. Guishuang, 貴霜) , Aśwaghosza został oddany w ramach trybutu wojennego królowi Kaniszce (po kuszańsku: Κανηϸκι, chiń.: 迦腻色伽 Jianisejia), który panował ok. 78 – 102 lub 121 – 151 n.e. Został jego religijnym doradcą, a także wybitnym kaznodzieją buddyjskim, m.in. instrumentalnym w kwestii propagowania buddyzmu wzdłuż Szlaku Jedwabnego w Azji Środkowej i Chinach. Według legendy wówczas uzyskał imię "Aśwaghosza", gdy nawet wygłodzone konie słuchały jego kazań, zamiast jeść paszę. Życie Aśwaghoszy zakończyło się w Puruszapurze w ówczesnych Indiach zachodnich (dziś: Peszawar (urdu: پشاور; pasztuński: پښور), w Pakistanie, nad granicą z Afganistanem), 
Uważa się, że był pierwszym dramaturgiem sanskryckim. Jest też uznawany za największego, po Kalidasie (skr. Kālidāsa, devanāgarī: कालिदास), poetę indyjskiego. Aśwaghosza spopularyzował dworski styl poezji epickiej kavya (skr. kāvya). Najdawniejsze teksty poezji kavya, które przetrwały do dzisiaj, są jego autorstwa. 
Napisał poemat epicki opisujący żywot Buddy, nazywany Czyny Buddy (skr. Buddhacarita; devanagari बुद्दचरित; chiń: 佛所行讚 pinyin Fó suǒxíng zàn' ang. Acts of the Buddha). Z pierwotnych 28 pieśni, zachowanych w przekładach tybetańskim i chińskim, zachowało się w sanskrycie tylko trzynaście i pół, obejmujące okres od przepowiedni dotyczących narodzin księcia Suddharthy aż do osiągnięcia przezeń przebudzenia.
Jego autorstwa jest również Saundaranandakavya (Poemat o pięknym Nandzie), znany tylko w wersji sanskryckiej (zachowany w całości) poemat w stylu kavya (skr. kāvya) na temat nawrócenia Nandy (przyrodniego brata Buddy), które umożliwiło jego wyzwolenie. Pierwsza połowa dzieła opisuje życie Nandy, druga natomiast zawiera opisy buddyjskich doktryn i praktyk ascetycznych.
Przypisuje się mu także opracowanie sanskryckiego zbioru dżatak pt. Sūtrālaṅkara .
W tradycji chińskiej uważa się go za autora wpływowego w tradycji mahajany tekstu buddyjskiego Przebudzenie wiary w mahajanie (skr. Mahāyānaśraddhotpādaśāstra, chiń. Dacheng qixin lun 大乘起信論). Jednak w opinii większości badaczy dzieło to jest późniejszym apokryfem chińskim,
Jest uznawany za 12. patriarchę medytacyjnej linii buddyzmu (skt dhjana, chin. chan).

## Dzieła Aśwaghoszy wydane w języku polskim
- Aśwaghosza. Wybrane pieśni epiczne. Przełożył z sanskrytu Andrzej Gawroński. Wyd. 2, przejrzał i uzupełnił Eugeniusz Słuszkiewicz, Ossolineum, Wrocław 1966;
- Żywot Buddy oraz Poemat o pięknym Nandzie, w: Marek Mejor (red.), Światło słowem zwane. Wypisy z literatury staroindyjskiej, Dialog, Warszawa 2007, ISBN 978-83-89899-86-6, s. 435-476.